# 鄔昇
鄔昇（?—?），字東炳，號燦齋，贵州黃平人，清朝政治人物、同進士出身。
乾隆十六年（1751年）辛未科進士，三甲十七名，官四川營山縣知縣，歷萬縣、成都縣，調雲南補恩安知縣。